# Đuli
Đuli (en serbe cyrillique : Ђули) est un village du nord du Monténégro, dans la municipalité de Pljevlja.

## Démographie

### Évolution historique de la population
| 1948 | 1953 | 1961 | 1971 | 1981 | 1991 | 2003 |
| ---- | ---- | ---- | ---- | ---- | ---- | ---- |
| 107  | 111  | 113  | 103  | 68   | 30   | 18   |